# 茜 (長瀬実夕の曲)
「茜」（あかね）は、日本の歌手・長瀬実夕の3作目（通算5作目）のシングル。

## 概要
- 前作「Rose」から約3ヶ月ぶりのシングル。
- 表題曲は青田典子主演のテレビドラマ『ママの神様』の主題歌に、カップリング曲はスポーツ中継番組『第9回サン・クロレラクラシック』のテーマソングにそれぞれ起用された[1]。ソロとしては初めてカップリング曲にもタイアップが付いた。
- ジャケットの異なる初回受注限定生産盤と通常盤の2形態で発売され、初回受注限定生産盤には特典として表題曲のミュージック・ビデオとインタビュー映像を収録したDVDが同梱された。

## 収録曲
1. 茜
作詞：長瀬実夕
作曲：空エス、長瀬実夕
編曲：中村太知、宮永治郎
発売前日に20歳を迎えた長瀬が家族への感謝の気持ちを込めて制作した楽曲[1]。
2. Joy
作詞：長瀬実夕
作曲：OHP
編曲：中村太知
3. 茜 (Instrumental)
作曲：空エス、長瀬実夕
編曲：中村太知、宮永治郎
表題曲のインストゥルメンタルバージョン。
4. Joy (Instrumental)
作曲：OHP
編曲：中村太知
カップリング曲のインストゥルメンタルバージョン。

## タイアップ
- TBS系列ドラマ30『ママの神様』主題歌 (#1)
- TBS系列スポーツ中継番組『第9回サン・クロレラクラシック』テーマソング (#2)